# Juan Antonio Suanzes
Pour les articles homonymes, voir Suanzes.
Juan Antonio Suanzes Fernández (Ferrol, 1891 - Madrid, 1977) était un militaire, ingénieur naval et homme politique espagnol, deux fois titulaire du portefeuille de l’Industrie (1938-1939 et 1945-1951), et cofondateur, puis premier président, de l’Institut national de l'industrie (INI).
Originaire du ghetto militaire de Ferrol — selon le mot de Bennassar —, où il eut pour camarades de jeu et d’études Francisco Franco et Camilo Alonso Vega, il suivit une formation d’officier de marine, complétée plus tard par un cursus d’ingénieur naval, et mena jusqu’en 1919 une carrière dans la marine de guerre, avant d’être embauché par la SECN, entreprise espagnole de construction navale, fondée en partenariat avec la britannique Vickers (cette dernière censée apporter ses compétences, mais en réalité très jalouse de son savoir-faire) et adjudicataire de la construction navale militaire espagnole. Ulcéré par la dépendance de l’Espagne vis-à-vis de l’étranger (en particulier pour les pièces détachées) et par les tentatives de mainmise sur la SECN par son coactionnaire britannique, Suanzes entra en conflit ouvert avec sa direction et finit par démissionner en 1934, pénétré désormais de la nécessité d’une souveraineté économique nationale et de l’impératif d’industrialiser l’Espagne.
Ayant rallié le camp nationaliste en 1936, il se vit bientôt confier par son ami intime Franco plusieurs missions, celle d’abord de renflouer les navires sabordés pendant la Guerre civile et obstruant les ports espagnols, puis celle de mettre sur pied (en 1941) et de diriger l’INI, grande institution industrielle et financière publique, vouée à réaliser — sous la houlette d’un État-stratège ultradirigiste et en totale adéquation avec les conceptions de Suanzes  — l’autosuffisance nationale et l’industrialisation du pays, et appelée à devenir un acteur essentiel de la politique économique lors de la phase dite « autarcique » de la dictature franquiste. Virent ainsi le jour, à la faveur de ce capitalisme d’État, un ensemble d’entreprises publiques ou semi-publiques dans les domaines de l’industrie lourde, de l’énergie, du pétrole, de l’automobile etc. Le bilan mitigé de ces opérations, et de la politique autarcique en général, conduisit Franco vers la fin de la décennie 1950, sous l’influence des dénommés « technocrates », à changer de cap et à adopter une politique économique nouvelle faite de libéralisation et d’ouverture sur l’extérieur. Suanzes, cramponné aux anciens concepts, se brouilla durablement avec le Caudillo, démissionna en 1963 et se détourna de la vie publique.

## Biographie

### Origines familiales et formation
Né dans une famille qui appartenait depuis les XIXe et XXe siècles au groupe des familles ferrolanes traditionnellement liées à la marine espagnole, Juan Antonio Suanzes Fernández avait pour père Saturnino Suanzes Carpeña, qui, membre du Corps général de la marine, avait participé à quelques campagnes militaires, mais qui allait se distinguer — et acquérir une certaine réputation — par son engagement dans l’enseignement, dirigeant en effet la plus importante des écoles préparatoires de Galice vouées à former les candidats cadets à l’entrée dans l’École navale de Ferrol,. L’enseignement donné dans ces centres de préparation à l’Académie navale était de façon générale, et celle du père de Suanzes en particulier, de bien meilleure qualité, comme l’observait Francisco Franco, « parce qu’il existait plusieurs académies, avec un nombre d’élèves limité, dirigées par des officiers de marine ou des militaires, et parvenues à une grande réputation en raison de succès obtenus aux concours d’entrée : parmi elles, je choisis pour en être élève celle qui était dirigée par un capitaine de corvette, don Saturnino Suanzes ». Les cours de cet établissement, baptisé collège Notre-Dame-du-Carmel, étaient dispensés à bord de la frégate Asturias, dans la rade de Ferrol elle-même.
À Ferrol s’était formée — selon le terme de Bennassar — une microsociété d’adolescents, composée des Franco Bahamonde, de leurs cousins Franco Salgado-Araújo (dont Pacón), et des De la Puente Bahamonde, qui retrouvaient d’autres compagnons d’études et de jeux, comme Pedro Nieto Antúnez, Juan Antonio Suanzes ou Camilo Alonso Vega, qui tous entreront dans la carrière militaire et, à la suite de Franco, investiront les allées du pouvoir, à la seule exception de Ricardo de la Puente Bahamonde, qui choisira le camp républicain. Toutes ces familles étaient prolifiques : Juan Antonio Suanzes p. ex. avait 5 frères et sœurs, et lui-même allait engendrer 10 enfants.
Ces antécédents familiaux ont sans doute favorisé l’inscription en 1903 du jeune Juan Antonio à l’École navale de Ferrol, avec le statut d’aspirant de la Marine, alors qu’il n’avait encore que douze ans. Il y eut pour camarades de promotion, entre autres, Alfredo et Luis Guijarro, José Crespo et le frère du futur Caudillo, Nicolás Franco Bahamonde, que Suanzes qualifia de « surdoué », mais de qui par ailleurs il ne se priva pas ensuite de critiquer vertement le comportement professionnel et les mœurs.
Il y a lieu d’insister sur l’importance pour Juan Antonio Suanzes de ce contexte familial, en ceci, d’une part, que son éducation militaire renforça chez lui sa sensibilité patriotique, et d’autre part, que sa proximité avec la famille Franco fut déterminante pour le choix de sa personne à des postes de responsabilité pendant une grande partie du régime franquiste.

### Carrière dans la marine espagnole
En 1906, trois ans après son inscription à l’École navale, il fut fait garde-marine et reçut sa première affectation sur le vétuste navire garde-côtes Numancia, puis fut assigné au vieux cuirassé Pelayo. Il gravit ensuite rapidement les échelons, montant au grade d’enseigne de frégate en 1908 et d’enseigne de vaisseau en septembre 1909, fut affecté au poste de commandement d’artillerie de Ferrol, puis prit part à plusieurs campagnes comme membre d’équipage de différents bâtiments de la marine, dont, l’année suivante, le Reina Regente, sur lequel il restera jusqu’en février 1912, la canonnière Marqués de Molíns, et, peu après, le yacht royal Giralda. En février 1913, Suanzes alla rejoindre la commission d’inspection de Ferrol, dans le but de faire partie bientôt de l’équipage initial du cuirassé España, qui avait été nouvellement livré à la marine et où il restera jusqu’à fin 1914, date à laquelle il fut à nouveau assigné au Reina Regente.
La décision du ministre de la Marine, Augusto Miranda, portant que les officiers du Corps général avaient désormais accès à l’École d’ingénieurs et de machinistes de la marine, créée à Ferrol peu avant dans le but de mettre en œuvre le programme de constructions navales militaires, signifia un tournant dans la trajectoire professionnelle de Suanzes,. Faisant partie de la première promotion de cette Académie, où figuraient également d’autres ingénieurs appelés à exercer d’importantes responsabilités tant dans la construction navale que dans la vie politique, tels que Áureo Fernández Ávila, Nicolás Franco ou Federico Beigbeder Atienza, il décrocha en 1917 le titre d’ingénieur de marine. L’activité professionnelle de Suanzes en tant qu’ingénieur de la marine militaire, qui s’étala entre 1917 et 1922, était axée principalement sur le professorat à l’École navale, qui venait d’être transférée de Ferrol à San Fernando, non loin de Cadix. En juillet 1917, il contracta mariage avec Joaquina (« Tina ») Mercader y Bofill (née à Barcelone en 1897), fille de l’amiral Pedro Mercader, ce qui consacra l’union de deux des familles de Ferrol détenant un rôle majeur dans la marine. Après que Suanzes eut été nommé professeur titulaire de mécanique à l’École navale, le couple élut domicile à San Fernando. En 1921, Suanzes fut promu lieutenant-colonel du génie naval.

### Carrière dans l’entreprise de construction navale SECN (1922-1934)
Convaincu du rôle stratégique de la marine, militaire autant que marchande, pour la souveraineté de l’Espagne, Suanzes s’engagea dans la difficile œuvre de reconstitution de la flotte espagnole, œuvre qu’il s’employa à réaliser au sein de la compagnie Sociedad Española de Construcción Naval (en abrégé La Naval, appelée aussi La Constructora, ci-après désignée par son sigle SECN), fondée comme société d’État en 1908, et en exécution d’une série de plans de construction navale élaborés par les pouvoirs publics en 1908, 1925 et 1926.
La SECN avait été fondée en 1908 sous la patronage d’entrepreneurs et d’institutions financières basques, et avec l’importante participation de la firme britannique Vickers, qui apportait son savoir-faire industriel et prenait à son compte la gestion de l’entreprise. La SECN avait été désignée adjudicataire à l’issue du concours d’appel d’offres organisé par la marine espagnole en vue de son important programme de nouvelles constructions navales. Suanzes fit partie de la direction de la SECN, à partir de son retrait de la carrière militaire en 1922 jusqu’en 1934. Le parcours professionnel de Suanzes dans cette société le conduisit d’abord à la direction du chantier naval de Carthagène entre 1922 et 1926, laps de temps où furent livrés six sous-marins et trois destroyers, puis l’envoya prendre les rênes du chantier naval de Ferrol de 1926 à 1932 pour y réaliser les projets de construction des croiseurs Canarias et Baleares,.
Promu commandant du génie, Suanzes reçut l’autorisation de suivre un cours de spécialisation en sous-marins à Carthagène, pour être affecté ensuite dans la Commission d’inspection de l’arsenal de ce port. À l’issue de quelques tribulations, l’intégration dans la réserve lui fut finalement accordée et Suanzes renonça alors définitivement à son statut de militaire. C’est à cette époque qu’en exécution du programme de Miranda il travailla à la réalisation de plusieurs unités navales, notamment un ensemble de sous-marins de type Holland 8 et une série de destroyers. C’est alors aussi qu’il commença à s’aviser de la mainmise de Vickers sur la gestion de la SECN. Pour Suanzes, cet état de choses mettait en évidence l’une des causes du sous-développement industriel de l’Espagne, à savoir, en l’espèce, la dépendance et la subordination vis-à-vis des Britanniques. En 1908, la conception des vaisseaux, de même que 80 % des pièces et des matériaux, étaient importés. Suanzes était préoccupé de voir la SECN dépendre dans une mesure croissante de l’apport étranger, en l’occurrence de la compagnie Vickers, avec les intérêts de laquelle il allait entrer en conflit ouvert en 1933-1934. Ces années-là, seulement 5 % des pièces détachées des navires provenaient encore de l’étranger, et la SECN entra en concurrence ouverte avec les constructeurs navals anglais.
Devenu en 1926 directeur du chantier naval ferrolan Constructora, il y déploya une intense activité durant plus de cinq ans. Ses relations peu cordiales avec les Britanniques, et plus particulièrement le mépris que lui aurait témoigné à plusieurs reprises le directeur anglais Spears, le portèrent, selon ses propres dires, à présenter sa démission, incident qui provoqua le départ de quelques Britanniques. On ne peut écarter l’hypothèse que le groupe Vickers ait dès ce moment élaboré une stratégie pour se défaire des nouveaux ingénieurs, surtout Suanzes, comme cela allait finalement se produire plusieurs années plus tard.
Rattaché au bureau central de la firme à Madrid en 1932, c’est-à-dire au début de la République, Suanzes s’employa activement à obtenir des contrats ; si la conclusion d’un accord pour la vente de 15 canonnières au gouvernement mexicain en juillet 1933 est l’une de ses grandes réussites, Suanzes avait cependant dû de façon à peine dissimulée faire obstacle à la médiation de la maison Vickers, laquelle médiation se solda quand même par un net préjudice pour les intérêts nationaux de l’Espagne. Bien que la présidence de la SECN ait été aux mains du marquis d’Urquijo, c’étaient en fait les agents espagnols de Vickers qui dirigeaient l’entreprise, en se pliant aux desiderata britanniques. L’actionnaire anglais Vickers considérait la SECN quasiment comme sa succursale, ce qui ne pouvait manquer de heurter les sentiments patriotiques de Suanzes, qui estimait que la défense nationale ne pouvait rester suspendue aux décisions prises par des associés étrangers. Par là se manifestait déjà la philosophie autarcique de Suanzes, intransigeante en cette matière qui touchait à la souveraineté nationale.
L’épisode qui fit déborder le vase eut lieu en février 1934, lorsqu’un devis devait être rédigé en vue de la construction de 9 destroyers pour le compte de la marine brésilienne. Après que l’offre eut été établie par Suanzes, les associés de Vickers en rehaussèrent le prix de 10 %, sous le prétexte d’avoir à se conformer à certains critères ; cependant, ce fut alors la Vickers britannique qui remporta le marché, ses prix apparaissant à présent plus bas que ceux de la SECN. À la suite de cette manigance, l’amour-propre de Suanzes le poussa à rompre et à quitter la Constructora le 23 février, en même temps que quelques-uns de ses collègues ingénieurs navals,.
Au terme d’une brève tentative de mettre sur pied une agence de conseil, Suanzes trouva ensuite à s’employer comme gérant de l’entreprise d’ascenseurs Boetticher & Navarro, où il eut à tâche d’améliorer la productivité, sans grand résultat toutefois, ce qu’il convient sans doute d’attribuer dans une certaine mesure à la tension sociale croissante dans l’entreprise ; confronté à la grève de juin 1936, il opta pour le lock-out, procédure pourtant interdite alors, raison pour laquelle il fut interpellé et mis en détention par la Direction générale de la sécurité. Suanzes demeura dans l’entreprise jusqu’à l’éclatement de la Guerre civile en juillet 1936.
Suanzes, réputé un homme honorable, sympathique et énergique, portait depuis 1927 le titre (purement honorifique, ou peu s’en faut) de gentilhomme de chambre en exercice (« gentilhombre de cámara con ejercicio ») du roi Alphonse XIII.

### Guerre civile
Le coup d’État de juillet 1936 et la Guerre civile qui s’ensuivit surprirent Suanzes à Madrid. Du fait de sa qualité de militaire, Suanzes et sa famille risquaient d’être jetés en prison, ainsi qu’il arriva effectivement à son frère Luis, au militaire ferrolan Francisco Dopico, et à Suanzes lui-même. Les trois purent recouvrer leur liberté grâce aux bons offices du général républicain Carlos Masquelet, ferrolan lui aussi, et allèrent se réfugier dans l’ambassade de Pologne, puis, après quelques péripéties assez rocambolesques, parvinrent à se faire transporter à Valence, sur la côte méditerranéenne, d’où il gagnèrent Marseille à bord d’un navire de transport ; de là, Suanzes se rendit ensuite à Fontarrabie, située à ce moment déjà en zone nationaliste, où il s’empressa d’offrir ses services et où il se vit bientôt, grâce à sa relation personnelle avec le général Franco, confier certaines missions militaires déterminées,.

#### Chef de laCommission de sauvetage de navires(1937-1938)
En octobre 1937, il fut placé à la tête de la Commission de la marine pour le sauvetage de navires (« Comisión de la Armada de Salvamento de Buques »), organisme chargé de remettre à flot les vaisseaux coulés, tant civils que militaires, dont un bon nombre dans les ports espagnols mêmes, qui s’en trouvaient obstrués. À la fin de la Guerre civile, le 1er avril 1939, il y avait 148 navires échoués dans les ports et sur les côtes espagnols, en plus d’un nombre important d’embarcations plus petites. Étant donné le grand besoin de navires dans le camp rebelle, et au vu en particulier de la situation du destroyer républicain Císcar — qui avait été envoyé par le fond dans le port de Gijón et que les troupes nationalistes avaient trouvé couché sur le flanc le 22 octobre 1937, lorsqu’elles s’étaient emparées du port de Gijón —, il apparaissait urgent d’examiner les moyens de réaliser la remise à flot dudit bâtiment. Cette possibilité une fois admise, Franco en personne fit appel fin octobre 1937 à Suanzes, eu égard à sa qualité d’ingénieur naval, pour diriger les travaux de renflouement. Dans le même temps, une série d’ordres furent émis à l’attention des différentes autorités, leur enjoignant de mettre à la disposition de la Commission tous les moyens disponibles qui seraient demandés par Suanzes pour mener à bien sa tâche, tandis que l’équipe de renflouement se vit renforcée de scaphandriers, de membres du personnel de la marine marchande, d’ouvriers de diverses spécialisations, et de 36 officiers, soit un total de 526 hommes, militaires et civils,. Les travaux démarrèrent avec la récupération de six torpilles intactes logées à bord du Císcar, puis, au terme d’opérations compliquées, la Commission réussit à la fin de mars le déséchouage du destroyer. Le Císcar fut le premier de toute une série subséquente de renflouages réussis dans le même port de Gijón. Ensuite, la même équipe se mit en devoir de sauver aussi un bon nombre d’autres navires échoués, qui sous forme d’épaves parsemaient tout le littoral espagnol. À la fin de 1940, 95 navires avaient été récupérés, pour un tonnage brut total de quelque 130 000 tonnes. Dix autres vaisseaux gisant à l’intérieur de ports espagnols représentaient encore 16 000 tonnes, dont huit susceptibles de renflouement, d’une capacité totale de 20 000 tonnes. En avril 1939, l’équipe technique se déplaça à Barcelone avec mission de dégager l’intérieur du port, où se trouvaient 38 vaisseaux et divers objets immergés.

#### Premier mandat comme ministre de l’Industrie (1938-1939)
Le 2 février 1938, Franco nomma Suanzes, son vieil ami de toujours, au ministère de l’Industrie et du Commerce dans le premier gouvernement du régime franquiste,,,. À ce poste, qu’il exerça de la ville de Bilbao, il s’efforça d’organiser la production, d’entreprendre la reconstruction et d’assurer l’approvisionnement, jusqu’à sa démission le 11 août 1939. Suanzes prônait une autarcie totale pour les industries militaires, et partielle pour les produits manufacturés, encore que pour ces derniers l’État doive impérativement disposer d’instruments afin d’éviter des tensions sur les marchés internationaux. Toutefois, il pensait qu’une autarcie plus radicale n’était pas viable compte tenu que, une fois surmontées les conséquences de la Guerre civile, il s’agira de pouvoir écouler les excédents agricoles et miniers, ce qui requerra la conclusion de traités de commerce avec d’autres pays ; de même, la reconstruction de l'industrie endommagée par les combats passerait obligatoirement par l’importation de machines-outils, d’équipements et de moyens de transport non disponibles en Espagne.

#### À la tête de laDirection des constructions et industries navales militaires(1939-1941)
En août 1939, ayant quitté le gouvernement, il prit la tête de la Direction des constructions et industries navales militaires du ministère de la Marine, tout en continuant à aider l’État franquiste naissant dans divers domaines, apportant notamment son concours à la rédaction du Fuero del Trabajo de mars 1938. Même si cette période de sa carrière, que ne se prolongea pas au-delà de septembre 1941, n’est pas d’importance primordiale dans son parcours personnel, elle fut mise à profit par Suanzes pour corriger ce qu’il considérait comme une anomalie, à savoir le pouvoir décisionnel de la firme Vickers dans la construction navale militaire espagnole, et pour faire en sorte que quelques-uns des chantiers de cette entreprise retournent à l’État espagnol. Représentatif de sa façon de penser est le passage suivant de l’un de ses discours :

« Une fois révolue la conjoncture de la révolution industrielle, et au bout de plus d’un siècle de décadence précipitée, une Espagne assoupie, désabusée, sceptique et progressivement paupérisée à tous égards, en était arrivée à devenir quelque chose comme la retardataire de toute l’Europe occidentale, où naguère encore elle avait exercé une véritable hégémonie, tandis que, perdu tout notre esprit d’initiative et de stimulation, une partie de notre richesse primaire et surtout celle minière, était exploitée par des étrangers. »

### Ministre de l’Industrie et directeur de l’INI: la période d’autarcie
Comme Franco, Suanzes était persuadé que l’Espagne était capable de s’autosuffire et, dès les débuts de la Guerre civile, ses proclamations annonçaient des objectifs en rupture avec le système libéral ; il se proposait d’instaurer un ordre nouveau dans lequel l’économie serait organisée, orientée et dirigée par l’État. Au vu des énormes difficultés du commerce international pendant la guerre mondiale, le projet parut, pendant un temps, être en consonance avec les nécessités : la création de l’Institut national de l'industrie (« Instituto Nacional de Industria », acronyme INI) en 1941, dont le principal objectif était de satisfaire les besoins de l’Espagne en matière de défense, de stimuler le développement de l’énergie, la production chimique et d’acier, la construction navale et la fabrication d’automobiles, de camions et d’avions, s’inscrivait donc dans la logique à la fois des aspirations de Franco et de la conjoncture. Dans le souci de préserver la souveraineté économique de l’Espagne, la mission de l’INI consistait notamment à stimuler l’industrie dans les secteurs délaissés par l’initiative privée ou présentant un caractère stratégique. Il s’agissait, dans maints champs d’intervention, de tenter d’avoir dans la mesure du possible recours aux ressources nationales, en restant le moins possible tributaire de l’extérieur. L’influence grandissante des militaires au sein du régime franquiste fut du reste propice à la mise en place d’un capitalisme d’État, et l’INI devint une institution clef du régime, absorbant plus du tiers de l’investissement public,.
Suanzes, quoique manquant de formation en économie et en finances, mais homme intègre et énergique, fut désigné en 1941 directeur de l’INI, fonction qu’il occupera jusqu’en 1961. Son mandat à l’INI connut deux phases, une première entre 1941 et 1945, année où il fut de nouveau appelé à assumer le portefeuille de l’Industrie et du Commerce, et une seconde qui courut de 1951, où il quitta son poste ministériel, jusqu’à 1963, année où il mit un terme définitif à son activité professionnelle ; à noter qu’entre ces deux phases, la présidence de l’INI avait été laissée vacante.
Le projet sous-tendant l’INI répondait aux idéaux les plus profonds de Suanzes et à sa conviction de la nécessité d’industrialiser l’Espagne. À ses yeux, le développement économique ne pouvait se réaliser si on laisse les mains libres à la logique de marché, et requérait au contraire l’impulsion et l’appui de l’État. Suanzes s’était toujours nettement exprimé contre une politique libérale et en faveur d’une économie dirigée, compte tenu aussi que les événements internationaux étaient en train d’éloigner l’Espagne de ses zones de commerce et d’échanges traditionnelles. Suanzes préconisait un vigoureux interventionnisme d’État, ainsi qu’une censure a priori de tous les moyens d’information afin que le peuple ne se s’aperçoive pas de l’ampleur de la crise économique de l’après-guerre civile ; il s’ingéniait parallèlement à expliquer les positions antifranquistes des gouvernements américain et britannique par des manipulations des « rouges » exilés.
Dans le cadre de ses rapports, pas toujours cordiaux, avec le gouvernement, où ses interlocuteurs habituels étaient Carrero Blanco et Franco lui-même, il n’hésita pas à brandir à plusieurs reprises la menace de sa démission, ce qui avait pour effet de renforcer son autorité. Quand, de 1945 à 1951, il revint à exercer comme ministre de l’Industrie, on nomma, sur suggestion de Suanzes, vice-président de l’INI, chargé d’assurer l’intérim, le lieutenant-colonel d’artillerie Joaquín Planell, alors président de l’ENCASO (acronyme d’Empresa Nacional Calvo Sotelo, dénomination complète : Empresa Nacional Calvo Sotelo de Combustibles Líquidos y Lubricantes).
Pendant ses deux mandats à l'INI, Suanzes allait créer les principales grandes entreprises du secteur public. Dans l’après-guerre civile, la situation internationale avait provoqué une distance croissante entre l’Espagne et ses clients et fournisseurs traditionnels, raison pour laquelle l’autarcie apparaissait dans une certaine mesure inévitable. Aussi, pendant son premier mandat à la tête de l’INI, Suanzes lança-t-il toute une série de projets allant dans ce sens, dont notamment : un projet de distillation de schistes bitumineux à Puertollano, destiné à remédier au manque de pétrole, projet qui toutefois ne se concrétisa pas avant 1950 ; le soutien apporté à l’entreprise Siderurgia Asturiana S.A., qui tentait de produire de l’acier sans matières premières d’importation ; la fabrication de fertilisants à partir de produits agricoles autochtones ; le développement d’une production nationale de charbon, etc., tous projets où le facteur coût n’était pas jugé prioritaire. Suanzes s’appliquait à développer également la marine marchande, la production d’aluminium, d’énergie électrique et d’automobiles. Poursuivant toujours ses objectifs de souveraineté économique, il se préoccupa aussi de soustraire le secteur des télécommunications à l’emprise de la compagnie américaine ITT, à laquelle avait été concédé en 1924 le monopole de la téléphonie en Espagne. Il fut aussi, dès avant la création de l’INI, l’artisan de la mise sur pied de la compagnie aérienne Iberia en 1940. Il est à souligner que la part de capital étranger dans les entreprises de l’INI ne pouvait alors dépasser les 24 %. De son poste de président, Suanzes chargea Wifredo Ricart de créer l’ENASA, préfiguration de la marque de camions et d’automobiles Pegaso. L’INI fut à l’origine également de la SEAT, de l’Endesa, de l’Ensidesa et de l’ENCASO, d’où surgira ensuite l’actuel Repsol, et nombre d’autres entreprises.
Quant à la politique maritime, le nouveau régime l’avait articulée autour de trois axes fondamentaux : un protectionnisme et interventionnisme affirmé ; des plans pour la reconstitution du tonnage de la marine marchande et soutien aux chantiers navals ; et enfin, la mise sur pied d’une entreprise publique capable de suppléer à l’action insuffisante de l’initiative privée. La loi de mai 1942 prescrivait l’intégration de la Gerencia de Buques Mercantes dans l’INI, accordait le statut d’« établissement naval national » aux entreprises créées par l’institut, et suspendait les limitations budgétaires du crédit naval. La politique du gouvernement se recoupait avec les thèses de Suanzes touchant à la production navale, à savoir la nécessité de mettre en œuvre de vastes programmes de construction de navires aptes à garantir aux chantiers navals une charge de travail suffisante, de façon à stimuler l’expansion de leurs installations, ainsi que d’uniformiser les types de navire à fabriquer en adoptant des modèles communs, ce qui rendrait leur construction plus compétitive. L’INI eut aussi un rôle notable dans le rachat ou la prise de participation dans des entreprises de construction navale en difficulté financière.
Cependant, il apparut évident que l’INI n’avait obtenu au cours de cette première phase que de piètres résultats : les projets de Puertollano avaient nécessité un effort économique considérable et ne s’étaient soldés par aucun résultat tangible d’aucune sorte ; la production de fertilisants et d’acier n’arrivait pas à prendre pied ; l’on avait renoncé aux initiatives dans le domaine de l’exploration minière ; les interventions de l’INI tendant à accroître la production de charbon dans quelques-uns des gisements exploités par le secteur privé (nommément à La Camocha, Utrillas, Barruelo, Mieres) avaient débouché sur un échec cuisant, etc. Tout cela eut pour conséquence que la politique d’autarcie avait pris du plomb dans l’aile, ce dont l’un des indices les plus sûrs était le fait que Suanzes fit état devant Franco de la nécessité d’ouvrir des pourparlers avec la Grande-Bretagne et les États-Unis en vue de la fourniture possible de biens d’équipement.
De fait, dès 1945, année pourtant où l’isolement de l’Espagne était à son comble, Suanzes avait réajusté son objectif autarcique, et avait plus tard, lors de son deuxième mandat ministériel, voué un gros effort à obtenir l’appui financier des États-Unis, démarche importante en direction de l’internationalisation de l’économie espagnole. En outre, il favorisa pour la première fois en 1949 la présence étrangère dans le capital d’une entreprise fondée par l’INI (p. ex., de Caltex dans la Refinería de Petróleos de Escombreras S.A.), et admit l’apport technologique de la Fiat dans le développement de l’entreprise SEAT, choses encore inenvisageables dans les premiers temps de l’INI ; manifestement, la pensée de Suanzes en la matière avait évolué. De même, il avait tempéré ses réticences sur l’entreprise privée, la tolérant désormais, pourvu que l’objectif d’industrialisation de l’Espagne n’en soit pas compromis, et moyennant aussi que la présence de capital étranger n’entre pas en conflit avec l’intérêt national, critère dont Suanzes s’érigea lui-même en le principal « interprétateur ».
Poussé par Carrero Blanco, Franco procéda en 1951 à un important remaniement de son gouvernement, dont la finalité principale était la réorientation de sa politique économique. C’est dans ce cadre que Suanzes dut céder son portefeuille à Manuel Arburua, qui amorça une libération du marché extérieur et notamment des importations, accorda au secteur privé des facilités de crédit jusqu’alors réservées au secteur public, et s’efforça d’établir dans le secteur industriel une complémentarité entre l’INI et les entreprises privées. Les résultats en étaient encourageants : en 1953, le revenu per capita dépassa enfin celui de 1935,.
Relevé de ses fonctions de ministre, Suanzes reprit la présidence de l’INI, qui avait été maintenue vacante. Quelque grand qu’ait été son poids politique grâce à sa proximité avec Franco, il était conscient que désormais l’initiative publique perdait progressivement de ses appuis et était de plus en plus menacé de devoir affronter la concurrence de l’initiative privée ressuscitée. C’est pourquoi Suanzes ne cessait de souligner que l’INI ne s’engageait dans des projets d’industrialisation que lorsque l’argent du secteur privé n’était pas au rendez-vous, et conçut le postulat dit de la « temporarité » (temporalidad), selon lequel l’INI, après avoir développé tel projet, cédait ses actions dès qu’aurait surgi un entrepreneur privé intéressé à prendre le relais, l’Institut préférant consacrer ses ressources à quelque autre initiative dont la necessité pouvait apparaître plus patente. Cependant, en pratique, une telle éventualité ne vint jamais à se produire, en raison justement des réticences de Suanzes. Ce nonobstant, pendant cette période, l’INI mit en œuvre un vaste programme d’industrialisation dans des secteurs de base, tels que le secteur minier, pétrolier, électrique, sidérurgique, de l’automobile, etc. Les activités autarcisantes de l’INI et de Suanzes lui-même ne cesseront néanmoins de s’effriter, jusqu’à atteindre leur étiage par suite de l’avènement, à la fin de la décennie 1950, des dénommés « technocrates », au moment où l’INI n’était déjà plus guère qu’un institut de soins pour entreprises en difficulté.

#### Démission et retrait de la vie publique
La nouvelle politique économique mise en place à partir de 1959, faite de libéralisation et d’ouverture sur l’extérieur, et concrétisée en particulier par le Plan de stabilisation de 1959, mettait en cause le rôle de l’INI, ce qui, ajouté à une mauvaise entente avec le général Franco, provoqua le départ de Suanzes comme directeur de l’INI en 1963. Les nouveaux concepts économiques, propres à la dénommée technocratie, et le nouveau style politique se heurtaient ouvertement à l’inamovible croyance de Suanzes, qui persista à estimer nécessaire de garder un haut degré de gestion publique sur certaines entreprises. Suanzes déclara alors : 

« Je ne peux pas être l’instrument approprié d’une politique économique dont je ne comprends pas, et ne partage encore moins, les objectifs fondamentaux et la mise en œuvre. Je crois que se font jour des tendances capitalistoïdes et de défense des privilèges des puissants. »

Un désaveu supplémentaire des convictions de Suanzes survint en 1962 de la part de la Banque mondiale qui, faisant référence à l’Espagne et à l’INI, fustigeait la concurrence néfaste entre entreprise publique et privée, surtout quand celle-là avait accès à des ressources dont l’obtention était malaisée pour celle-ci.
Lorsque son vieil ami Suanzes, en désaccord avec le libéralisme prescrit par López-Bravo, met en balance sa démission, Franco, consentant sans difficulté majeure à renoncer à la vieille équipe qui à ses côtés avait conduit la politique de dirigisme et d’autarcie, se rangea aux avis de son nouveau ministre de l’Industrie et accepta le départ de Suanzes, sans faire grand-chose pour le retenir,, mais non sans avoir tenté, il est vrai, de lui faire admettre que le nouveau gouvernement n’était pas son ennemi et que l’INI et le secteur public continueraient de constituer une part importante de l’économie politique du régime ; cependant, devant l’insistance de Suanzes, Franco finit par céder et écrivit à son ami : « Tu ne m’as pas convaincu, mais tu m’as vaincu, et j’accepte la démission », laissant échapper aussi, d’après López Rodó, cette appréciation définitive : « Suanzes n’aime pas la jeunesse ». Ainsi, c’est donc de façon irrévocable cette fois que Suanzes remit sa démission, au lendemain de l’adoption du premier Plan de développement élaboré par López Rodó pour les années 1964-1967, sur lequel il n’avait même pas été consulté, et cause définitive de son départ,.
Après sa lettre de démission, en date du 11 octobre 1963 à l’adresse de Franco, Suanzes cessa d’avoir des relations avec celui-ci, pourtant naguère encore si fréquentes, et prit garde depuis lors à se tenir totalement à l’écart du monde de l’entreprise. Son désarroi émotionnel était tel qu’il songea même à répudier le titre de marquis de Suanzes que le Caudillo lui avait octroyé trois ans auparavant,,.
Son successeur à la tête de l’INI fut l’un de ses adeptes, l’ingénieur José Sirvent Dargent, encore que celui-ci ne se soit pas inscrit dans la droite ligne de son prédécesseur et ait pris dûment en considération le changement de cycle intervenu dans la réalité nationale et internationale.
Suanzes était membre de l’Association d’ingénieurs et d’architectes navals de New York, de l’Institution des architectes navals de Londres et de l’Association technique maritime et aéronautique de Paris. Il était récipiendaire de la Médaille du mérite au travail et de la Grand croix d’Alphonse X le Sage.